# Mentale kaart

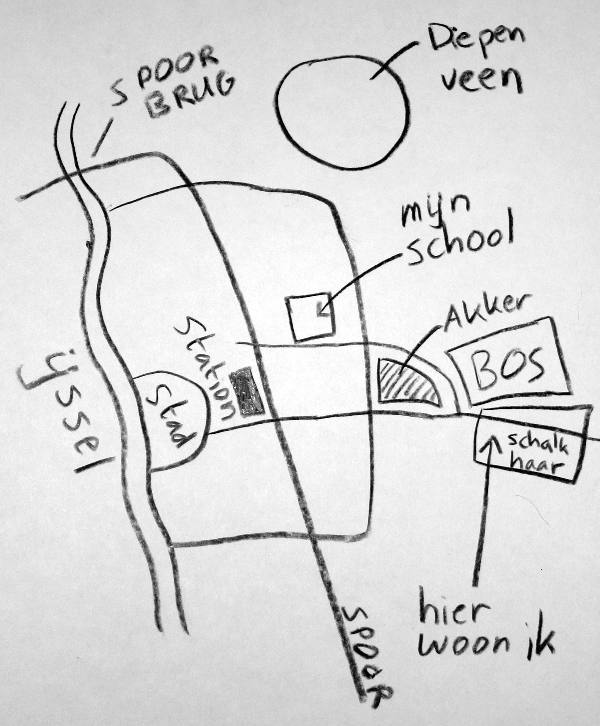
Mentale kaart van Deventer en omgeving

Een mentale kaart, vaak ook aangeduid met het Engelse woord mental map, geeft aan hoe een persoon de omgeving bekijkt en interpreteert op basis van  eerdere ervaringen en standpunten. Het is geen geografische kaart, maar een representatie van het cognitieve beeld dat een individu zich gevormd heeft. Het concept is ontwikkeld in de sociale wetenschappen; met name sociaal geografen gebruiken het om te bepalen hoe het publiek subjectief plaatsen waarneemt. Het proces van mental mapping is afhankelijk van perceptie en cognitie.
De prominentste studie van mentale kaarten was The Image of the City van Kevin Lynch. In dit boek gebruikt Lynch eenvoudige kaartschetsen die de herinneringen aan een stedelijk gebied weergeven, waarbij vijf stadselementen worden onderscheiden: knooppunten, randen, districten, paden en oriëntatiepunten.
Er zijn grote verschillen tussen de mentale kaarten van individuen, omdat iedereen zich een ander beeld van de werkelijkheid vormt. Op basis van zijn persoonlijke mentale kaart beweegt een individu zich door de werkelijkheid. De positieve of negatieve beelden van de omgeving die zijn verkregen en verwerkt, worden door Henri Lefebvre 'spaces of representation' genoemd.
De mentale kaart is in principe een abstract gegeven maar kan tot uitdrukking komen in mondelinge verslagen, tekeningen en oordelen.
Onder andere massamedia hebben invloed op de mentale kaart van een persoon. De waargenomen geografische dimensies van een ander land (relatief met het eigen) worden beïnvloed door de aandacht die massamedia aan dat land besteden. Ook reistijd kan van invloed zijn op de mentale kartering van een regio.